# Volvo EM90
Der Volvo EM90 ist eine batterieelektrisch angetriebene Großraumlimousine der Automarke Volvo. Vorgestellt wurde er am 12. November 2023 in Shanghai, der Verkauf begann in China.

## Technik
Der 5,21 m lange Wagen basiert wie der ebenso von Geely stammende 009 der Marke Zeekr auf der SEA-Plattform (Sustainable Electric Architecture). Für den Zugang zu den hinteren Plätze hat der EM90 links und rechts Schiebetüren. Er bietet sechs Einzelsitze: sie sind in der zweiten Sitzreihe elektrisch verstellbar und klimatisiert, in der dritten Sitzreihe gibt es sogenannte „Captain Chairs“, darüber hinaus ein Panoramaglasdach. Der Kofferraum fasst bei vier genutzten Sitzen 1490 Liter, werden alle Sitzplätze genutzt, sind es 342 Liter. Sind alle hinteren Sitze umgeklappt, hat man bei einer Länge von 2,40 m 2376 Liter Ladevolumen. Außerdem gibt es einen 23 Liter großen Frontkofferraum („Frunk“).
Der hinten eingebaute Elektromotor leistet 200 kW (272 PS); das Drehmoment beträgt 343 Nm. Damit soll aus dem Stand in 8,3 Sekunden auf 100 km/h beschleunigt werden. Die Höchstgeschwindigkeit beträgt 180 km/h. Der Akku hat eine Kapazität von 116 kWh. Nach dem chinesischen CLTC-Standard ermöglicht er eine Reichweite von 738 km. Durch das sogenannte Bidirektionale Laden kann der Akku auch für den Betrieb anderer Geräte wie einen Kühlschrank genutzt werden.
Das Fahrwerk hat vorn Doppelquerlenker, hinten eine Mehrlenkerachse (Integral Link-Hinterachse) mit Stabilisator. Die Radgröße beträgt maximal 20 Zoll. Darüber hinaus werden geräuscharme Reifen verwendet. Weiter wird für den EM90 statt üblicher Federn eine Zwei-Kammer-Luftfederung angeboten. Die Musikanlage arbeitet mit 21 Bowers & Wilkins-Lautsprechern.

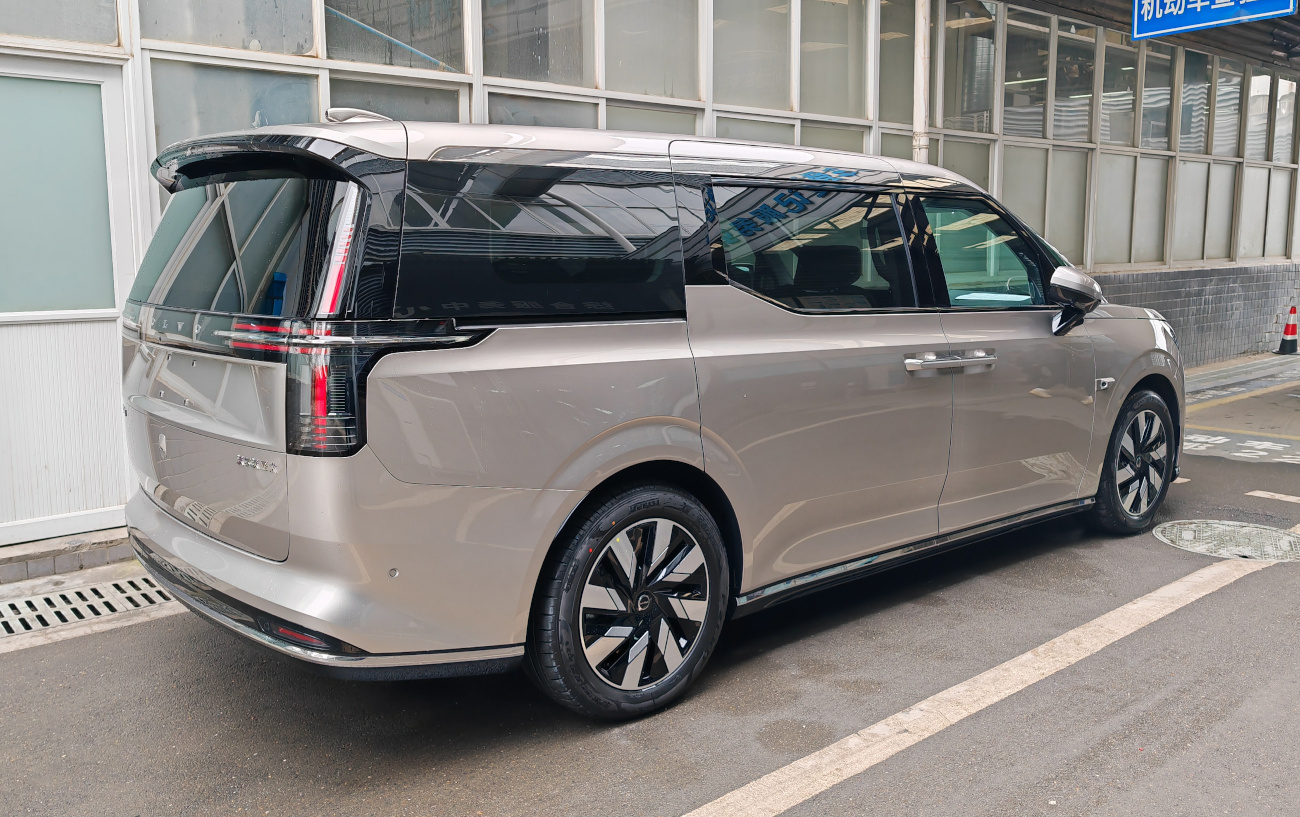
Heckansicht
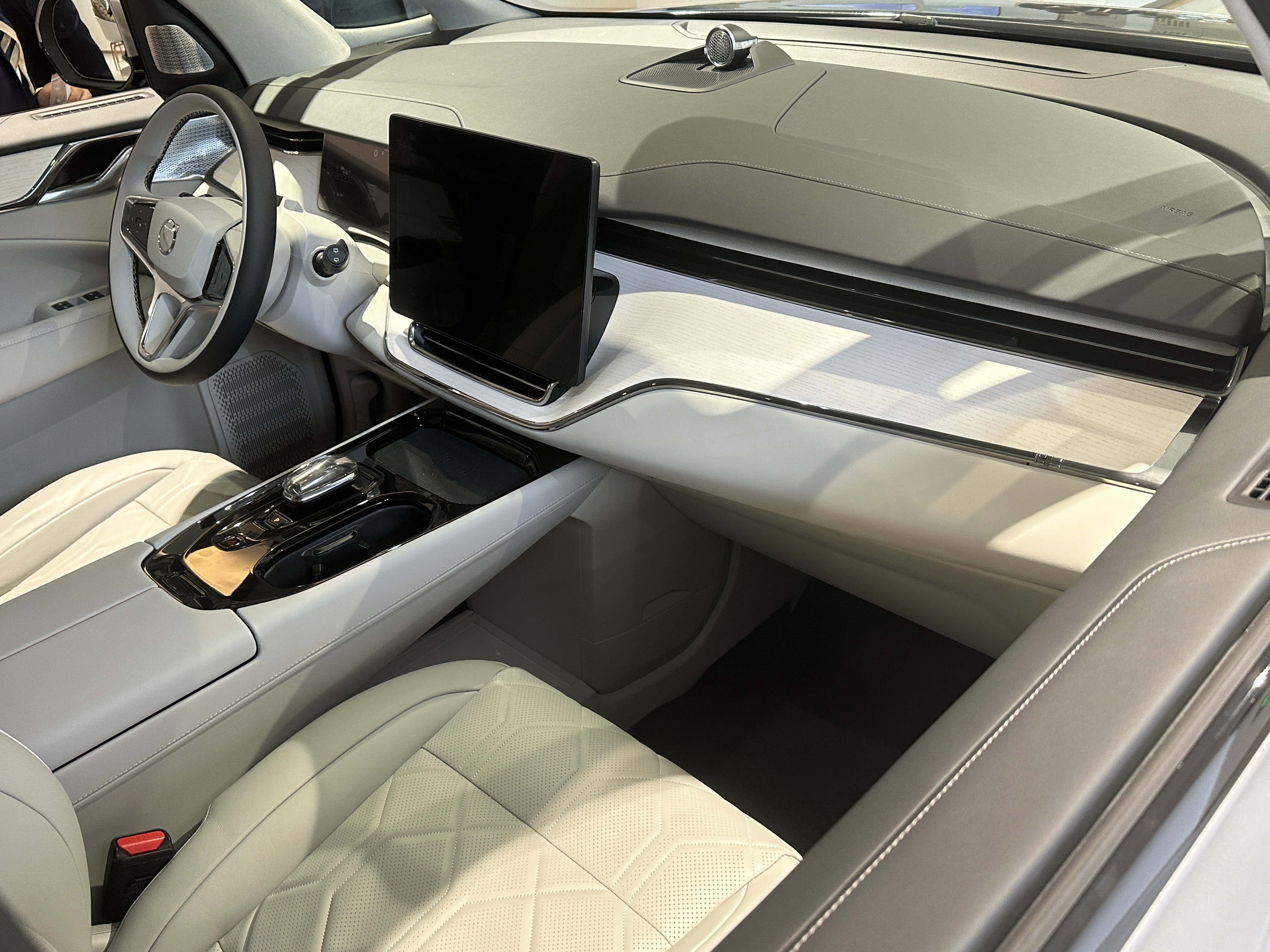
Armaturentafel